# Bettina Wiegmann
Bettina Wiegmann (Euskirchen, 7 ottobre 1971) è un'allenatrice di calcio ed ex calciatrice tedesca, dal 2007 responsabile tecnico della nazionale femminile tedesca Under-15.

## Palmarès

### Club
- Frauen-Bundesliga: 1

Grün-Weiß Brauweiler: 1996-1997
- DFB-Pokal der Frauen: 3

Grün-Weiß Brauweiler: 1990-1991, 1993-1994, 1996-1997

### Nazionale

#### Olimpiadi
- Bronzo a Sydney 2000 nel calcio femminile.

#### Mondiali
- Oro a Germania 2003.

#### Europei
- Oro a Danimarca 1991.
- Oro a Germania 1995.
- Oro a Norvegia-Svezia 1997.
- Oro a Germania 2001.

### Individuali
- Calciatrice tedesca dell'anno: 1

1997